# 나도 그래
<나도 그래>는 대한민국의 여성 싱어송라이터 장덕에 의해 작사 · 작곡된 곡이다. 장덕의 데뷔 앨범이자 첫 컴필레이션 음반 《첫사랑》의 A면 5번 트랙으로 발표되었다.

## 가사
이 곡은 장덕이 태어난 지 얼마 안된 조카(오빠 장현의 아들 장원)를 안고 돌보면서 만든 곡으로 여겨진다. 조카를 돌보며 아마도 신비롭고 묘한 감정을 느꼈던 것 같다. 가사는, "나도 그래 처음 느꼈어 / 너를 보면 야릇한 마음 / 알아줄까 나의 마음을 / 마주보는 우리둘 사이 / 사랑을 하고있나 / 내 마음 나도몰라 / 살며시 얘기해봐 / 좋아하고 있다고". 당시 장덕은 고등학교를 졸업한 상태였고 어머니는 자식들의 미래를 위해 재혼하여 미국으로 이민 간 상태였다. 그래서 장덕은 결혼한 오빠의 집에서 함께 살았다. 그 사이 오빠의 아이도 태어났다. 당시 장덕은 원이를 안고 돌보며 이 아이가 내 아이었다면 얼마나 좋을까? 라며  자신의 아들처럼 대했다고 한다.